# Améleté Abalo
Améleté Abalo (* 7. März 1962 in Lomé; † 9. Januar 2010 in Cabinda, Angola) war ein togoischer Fußballspieler und -trainer.
Abalo spielte für den ASKO Kara in der ersten togoischen Liga. Später trainierte er den Verein und war ab 2006 auch Assistenztrainer der Nationalmannschaft Togos. Er starb bei einem Anschlag auf das Nationalteam bei der Fußball-Afrikameisterschaft 2010.